# Bordón
Bordón è un comune spagnolo di 142 abitanti situato nella comunità autonoma dell'Aragona.